# Pallavolo ai Giochi della solidarietà islamica 2021
I tornei di pallavolo ai Giochi della solidarietà islamica 2021 si sono disputati durante la V edizione dei Giochi della solidarietà islamica, che si è svolta a Konia nel 2022.

## Podi
| Evento                         | Oro     | Argento | Bronzo      |
| Pallavolo maschile (dettagli)  | Iran    | Camerun | Turchia     |
| Pallavolo femminile (dettagli) | Turchia | Iran    | Azerbaigian |